# 波立薬師
波立薬師（はったちやくし）は、福島県いわき市久之浜町田之網にある寺。医王山・波立寺。

## 歴史
閼伽井、八茎とともにいわき三大薬師のひとつに数えられ、徳一上人の開基といわれる。本殿から福島県道395号四倉久之浜線（旧国道6号）をはさんで向かい側には波立海岸がある。このあたりの海岸線は奇岩怪石が連なっており、弁天島と呼ばれる奇岩には鳥居が設けられ、弁天橋で海岸と結ばれている。
この橋は、東日本大震災の際に津波で破壊されており、島に渡ることはできなくなっていたが、今は修復されており渡れるようになっている。
荒波を常に受けており、地元では渦潮が見られるスポットとされている。また、県内随一の初日の出のスポットとして有名で、地元企業の新年のテレビCMの背景にも良く使われる。但し天候次第では橋も波を被ることがあり注意が必要。また、間の旧国道6号は断崖をカーブやトンネルで縫うように走るトラック街道であり、交通事故も多い。
波立海岸の玉砂利は、持ち帰ると薬師如来の祟りで眼病を患うとされ、地元ではタブーとされている。
なお、寺名は「はりゅう」と読み、寺の通称と海岸の名前は「はったち」と読む。波立海水浴場は利用者減少により統合がなされ久之浜・波立海水浴場と名を変えた。
毎月第一日曜日には門前市が開かれる。
- 波立海岸と弁天島に架かる弁天橋